# Коцељ (кнез)
Коцељ је био словенски кнез из друге половине 9. века, који је владао Балатонском кнежевином (861—872) у северној Панонији, односно у данашњој западној Мађарској. Током своје владавине пружао је подршку византијским мисионарима Ћирилу и Методију током њихове моравскопанонске мисије и покушао да створи независну словенску кнежевину. Након њега, Балатонску кнежевину заузимају франачки великаши и она се од 874. године налази у склопу поседа Арнулфа Корушког (887—899).

## Биографија
Коцељ је рођен најкасније око 833. године, а недуго затим његовог оца њитранског кнеза Прибину (825—861), је са власти уклонио моравски кнеза Мојмир I (830—846) и приморао га да се са породицом склони код Франака. Око 840. године добија од краља Лудвига I (817—876) на управу посед око реке Зале, који 12. октобра 848. године Лудвиг претвара у наследно добро. Након очеве смрти у борби са великоморавским кнезом Растиславом (846—870) 861. године, Коцељ преузима власт у Блатенској кнежевини.
Две године касније, у Великоморавску кнежевину стижу византијски мисионари Ћирило и Методије са циљем ширења хришћанства на словенском језику. Њихов рад је наишао на жестог отпор германског клера који је проповедао хришћанство на латинском језику, тако да су њих двојица 866. године кренули у Рим, да од Папе затраже дозволу за богослужење на латинском. На Коцељев позив, они су прво посетили његову државу 867. године и у њеној престоници Блатнограду су обучили људе за вршење словенског богослужења. Сам кнез је са њима послао двадесетак младића и захтев Папи да постави Методија на епископску столицу светог Андроника. Папа Хадријан II (867—872) је одобрио словенско богослужење и поставио Методија моравскопанонског архиепископа са седиштем у Сирмијуму, издавши том приликом посебну повељу упућену словенским кнезовима Растиславу, Сватоплуку (870—894) и Коцељу, у којој потврђује употребу словенског језика у богослужењу.
Методије се враћа 870. године у Блатенску кнежевину и наставља свој рад, у чему му Коцељ пружа подршку, удаљавајући се од владара Источне Франачке Лудвига, чији је вазал, номинално био. Услед пружања подршке словенском богослужењу и вођења самосталне политике, Коцељ је дошао у сукоб са околном германском властелом. Он умире највероватније 872. године, а његови поседи већ 873. године долазе под власт Источне Франачке и њима од 874. године влада Арнулф Корушки.